# シュルギ
シュルギ（Shulgi、在位：紀元前2094年頃 - 紀元前2047年頃）は、ウル第3王朝の王。教養豊かな王として知られ、48年間にわたる治世の間にウルは著しく発展した。名前は「高貴な青年」の意。

## 来歴
ウル第3王朝を建設した初代王ウル・ナンムの息子として生まれた。彼が幼少の頃、すでに高い地位にあった父ウル・ナンムに英才教育を施されたと考えられる。シュルギは書記学校に通いシュメール語とアッカド語の読み書きを覚え、5か国語を操ることができたという。シュルギは古代メソポタミアの王の中では後代のアッシリア王アッシュールバニパル等と並んで著作を残したと考えられる数少ない王の一人である。『シュルギ王讃歌』と呼ばれる彼が自らを称えて作らせた讃歌のうちの一つでは、彼は学校にいた時代、他の誰よりも成績が良かったことを誇っている。『シュルギ王賛歌』はこれ以降、長い間学校の教材として扱われた。

### 行政改革
父ウル・ナンムが死去した後、彼は王位を継いでウル第3王朝の第2代王となった。この時のシュルギは統治期間から推測するに若年であったと考えられる。彼は父がやり残した建築事業を継続して完成させるとともに、紀元前2077年頃までに王朝の官僚組織を整え常備軍を編成し、これまでにない厳格な文書行政を敷いた。この時期以降のウル第3王朝では、他の時代とは比較にならないほど膨大な量の行財政文書が残されている。こうした業績を元にシュルギはかつてのアッカド王朝の王たちのように「四方領域の王」を名乗り、自らを神とした。
こうした行政機構の整備を通じて、度量衡や楔形文字の表記方式などの統一が試みられ、暦の統一も志向された（ただし、暦については各都市で独自の暦が存続していたことが確認されており、どの程度の成果を収めたのかは定かではない）。定期的な検地が行われ、税収を大幅に増大させるとともに徴税方式を画一化して効率性を高めた。シュルギが構築した徴税制度では、中央の諸都市（シュメールとアッカド）はバル（Bal）と呼ばれる税制の元に置かれた。この制度はエンリルに仕える勤番を指す。各都市の王は一定期間ニップルにて奉仕し、交代制で穀物を納税した。一方、辺境州はグナ（Gú-na）と呼ばれる税制の元に置かれ、これらの州は域内にある王領に対する小作料として税を納めた。
こうして各地から貢納として多量の家畜・農産物が送られてくるようになり、これらの処理のためにプズリシュ・ダガンと呼ばれる街が建設された。納められた物品は納入ごとに記載されるとともに年間の収支も記録され、財政バランスが検証されるようになった。このプズリシュ・ダガンはニップル付近に位置しており、ウル第三王朝における諸地域・諸都市を経済的に統合する再配分システムの中で、再配分センターとして機能させたという説、貢納システムと祭儀システムを結合させることが主目的とされたという説が存在している。

### 遠征
シュルギは軍人としても有能であり、北部メソポタミアやシリアに外征を繰り返した。北部メソポタミアへの遠征ではアルベラが征服され、アッシュール等も支配下に置かれた。さらにイラン高原方面への交易ルートにあたる都市を威圧して地元の有力者に自分の娘を嫁がせ、これを影響下に置いた。シリア地方ではその覇権は地中海岸の都市ビュブロスにまで及び、さらにアナトリア半島南東部でも戦った。当時この地方ではフルリ人が勢力を持っており、これを服属させるための戦争であったと考えられる。この戦いは長く、シュルギが没するまで断続的に続いた。
彼が死ぬと、王妃シュルギ・シムティらは殉死した。王妃の殉死はウル第3王朝に継続して続いたことが確認されている。そして息子のアマル・シンが跡を継いだ。

## 神格化
先に述べた通り、シュルギは「四方世界の王」を名乗るようになったが、同時に自らの神格化も行った。シュルギは自身の王賛歌にて王の偉大さを王冠・王権・玉座の三点をセットにして語った。これはメソポタミアにおいて初めて王の神格化を行ったナラム・シンが象徴としたものと同一である。また、この神格化に伴い、ラガシュやウンマには複数のシュルギ神殿が建てられた。しかし、この神格化にも限界があり、シュルギは最高神ではなくそれより下位の保護神として扱われた。
シュルギは神格化の一環として自らを彼の個人神であるニンスンの子であるとした。また、ニンスンとルガルバンダの子とされているギルガメシュと自らを「兄弟にして朋友」とした。この際、シュルギ王は自らの賛歌の中でギルガメシュを冥界神という側面より英雄としての側面を強く強調し、過去(ギルガメシュの活躍したころ)と現在(シュルギの時代)を対比させるなどの表現を用いた。このような、神々と自身に「近親関係」を見出すことは先代のウルナンムの時代より行われていたが、ギルガメシュとの朋友関係を用いたのはシュルギのみである。
ギルガメシュを利用した神格化の目的について、早稲田大学名誉教授で、シュメール時代の研究者である前田徹は、シュメールの領邦都市国家を牽制し、王権の優位性を誇示することが目的であったと考えている。特に、他都市の指導者には成し遂げられない「軍事的指導者」としてのシュルギの側面を際立たせることを狙ったとみることが出来るとしている。